# Biston contrasta
Biston contrasta là một loài bướm đêm trong họ Geometridae.